# Ryohei Arai (football)
Pour les articles homonymes, voir Ryohei Arai et Arai (homonymie).
Ryohei Arai (新井 涼平, Arai Ryohei) est un footballeur japonais né le 3 novembre 1990. Il évolue au poste de milieu défensif.